# Guer
Guer (tiếng Breton: Gwern-Porc'hoed) là một xã ở tỉnh Morbihan trong vùng Bretagne tây bắc Pháp. Xã này có diện tích 52,11 km², dân số năm 1999 là 5560 người. Khu vực này có độ cao trung bình 50 mét trên mực nước biển.
Guer toạ lạc bên rìa rừng Brocéliande/Brekilien.
Camp Coëtquidan (Camp de Coëtquidan) nằm ở Guer và gồm 3 cơ sở giáo dục quân sự:
- École Spéciale Militaire de Saint-Cyr, Học viện quân sự hàng đầu Pháp huấn luyện sĩ quan thông qua tuyển quân trực tiếp.
- École Militaire Interarmes
- École Militaire du Corps Technique et Administratif

Cư dân của Guer danh xưng trong tiếng Pháp là Guerrois.